# Mavinahole, Channagiri
Mavinahole là một làng thuộc tehsil Channagiri, huyện Davanagere, bang Karnataka, Ấn Độ.